# Torneo Internacional AGT 2013
Il Torneo Internacional AGT 2013 è stato un torneo di tennis facente parte della categoria ATP Challenger Tour nell'ambito dell'ATP Challenger Tour 2013. È stata l'11ª edizione del torneo che si è giocata a León in Messico dal 1° al 7 aprile 2013 su campi in cemento e aveva un montepremi di $35,000+H.

## Partecipanti singolare

### Teste di serie
| Nazionalità   | Giocatore               | Ranking* | Testa di serie |
| ------------- | ----------------------- | -------- | -------------- |
| Taipei cinese | Lu Yen-hsun             | 73       | 1              |
| Stati Uniti   | Rajeev Ram              | 104      | 2              |
| Francia       | Adrian Mannarino        | 120      | 3              |
| Israele       | Dudi Sela               | 127      | 4              |
| Australia     | John Millman            | 130      | 5              |
| Spagna        | Daniel Muñoz de la Nava | 132      | 6              |
| Croazia       | Antonio Veić            | 135      | 7              |
| Russia        | Alex Bogomolov Jr.      | 137      | 8              |

- Ranking al 18 marzo 2013.

### Altri partecipanti
Giocatori che hanno ricevuto una wild card:
- Mauricio Astorga
- Alex Bogomolov Jr.
- Erik Crepaldi
- Nicolás Massú

Giocatori che sono passati dalle qualificazioni:
- Antoine Benneteau
- Thomas Fabbiano
- Franko Škugor
- Denis Zivkovic
- John-Patrick Smith (lucky loser)

Giocatori che hanno ricevuto un entry come special exempt:
- Alessio Di Mauro

## Partecipanti doppio

### Teste di serie
| Nazionalità | Giocatore          | Nazionalità | Giocatore          | Ranking* | Testa di serie |
| ----------- | ------------------ | ----------- | ------------------ | -------- | -------------- |
| Stati Uniti | Nicholas Monroe    | Germania    | Simon Stadler      | 141      | 1              |
| Regno Unito | Jamie Murray       | Australia   | John Peers         | 156      | 2              |
| Thailandia  | Sanchai Ratiwatana | Thailandia  | Sonchat Ratiwatana | 158      | 3              |
| India       | Purav Raja         | India       | Divij Sharan       | 246      | 4              |

- Ranking al aprile 2013.

### Altri partecipanti
Coppie che hanno ricevuto una wild card:
- Mauricio Astorga /  Manuel Sánchez
- Juan Manuel Elizondo /  Nicolás Massú
- Alfredo Moreno /  Alejandro Moreno Figueroa

## Vincitori

### Singolare
Donald Young ha battuto in finale  Wang Yeu-tzuoo con il punteggio di 6–2, 6–2

### Doppio
Chris Guccione /  Matt Reid hanno battuto in finale  Purav Raja /  Divij Sharan con il punteggio di 6–3, 7–5